# San Lorenzo Acopilco
San Lorenzo Acopilco är en ort i Mexiko.   Den ligger i kommunen Cuajimalpa de Morelos och delstaten Distrito Federal, i den sydöstra delen av landet, 23 km sydväst om huvudstaden Mexico City. San Lorenzo Acopilco ligger 2 935 meter över havet och antalet invånare är 23 037.
Terrängen runt San Lorenzo Acopilco är lite bergig. Runt San Lorenzo Acopilco är det mycket tätbefolkat, med 4 039 invånare per kvadratkilometer. Närmaste större samhälle är Naucalpan de Juárez, 18,9 km nordost om San Lorenzo Acopilco. I omgivningarna runt San Lorenzo Acopilco växer i huvudsak blandskog.